# Ликорин
Ликорин (нарциссин, галантизин) — алкалоид, содержащийся в ряде растений семейства амариллисовых, особенно в растениях родов кливия, кринум, галантус, унгерния.

## Свойства
Бесцветные кристаллы. Молекулярная масса 287,31 г/моль. Температура плавления составляет 265—266 °C (для вещества, перекристаллизованного из метанола). Плохо растворим в воде и органических растворителях.

## Получение
Ликорин получают экстракцией 1%-ным водным раствором HCl из надземной части унгернии Северцева.

## Биологическое действие
Ликорин усиливает секрецию бронхиальных желез, обладает анальгезирующими, жаропонижающими, противовоспалительными свойствами. В малых дозах оказывает отхаркивающее действие, в больших — вызывает рвоту. Ликорин и его производные (дигидроликорин, диацетилликорин, диацетилдигидроликорин) обладают противоопухолевыми свойствами. Является ингибитором роста и размножения клеток высших растений, морских водорослей и дрожжей. В очень низких концентрациях ингибирует биосинтез аскорбиновой кислоты.